# Victor Hermans
Victor Jacobus Hermans (Maastricht, 17 marzo 1953) è un allenatore di calcio a 5, ex giocatore di calcio a 5 ed ex calciatore olandese.

## Carriera
Come massimo riconoscimento in carriera vanta la partecipazione, con la nazionale olandese, al FIFA Futsal World Championship 1989 nel quale gli oranje hanno conquistato il secondo posto alle spalle del Brasile che costituisce tuttora il loro miglior traguardo. Nella stessa manifestazione, Hermans ha conquistato l'Adidas Golden Ball, trofeo per il miglior giocatore del torneo.
Nell'edizione seguente, come commissario tecnico, Hermans ha guidato la selezione di Hong Kong che è stata eliminata al primo turno. Sempre come allenatore, nel 1996 partecipa alla rassegna mondiale in Spagna alla guida della Malaysia in cui viene nuovamente eliminato al primo turno.